# Mager Andrea
Mager Andrea (korábban: Bártfai-Mager Andrea, 1966. május 24. –)  magyar közgazdász, 2018-2022 között a negyedik Orbán-kormány nemzeti vagyon kezeléséért felelős tárca nélküli minisztere. 2022. június 15-től a Szerencsejáték Zrt. vezérigazgatója.   2019-ben a Forbes őt választotta a legbefolyásosabb magyar nőnek a közéletben. A 2020-as Befolyás-barométer szerint ő Magyarország 19. legbefolyásosabb személye.

## Életpályája
Mager Andrea a tanulmányait előbb 1985–1986 között a Moszkvai Nemzetközi Kapcsolatok Intézetében (MGIMO), majd a Budapesti Közgazdaságtudományi Egyetem nemzetközi kapcsolatok szakán végezte. Posztgraduális tanulmányok keretében pénzügyi menedzsment és banki kapcsolatok képzésen vett részt. 1998 és 2001 között a Postabank és Takarékpénztár Zrt. kockázatkezelési divíziójában kockázatértékelőként és a Hitelezési Bizottság titkáraként dolgozott., majd  2001 és 2007 között a Magyar Nemzeti Banknál dolgozott. A Bankfőosztály főosztályvezetője volt 2001 és 2004 között, majd 2004–2005-ben a Pénzügyi Stabilitási Főosztály főosztályvezetőjeként, 2005–2006-ban pedig a Pénzügyi Stabilitás igazgató-helyetteseként működött. 2002 és 2004 között az MNB Magán- és Önkéntes Nyugdíjpénztára Igazgatóságának elnöke, 2004 és 2006 között az MKB Magán- és Önkéntes Nyugdíjpénztára Felügyelő Bizottságának tagja, 2005 és 2006 között ország-koordinátor az IMF Financial Soundness Indicator programjában, 2004 és 2007 között pedig az Európai Központ Bank Bankfelügyeleti Bizottsága munkacsoportjainak tagja az MNB képviseletében.
2007 és 2010 között a Gazdasági Versenyhivatal Versenytanácsának tagja volt. 2010 július 1-jétől a Magyar Közlöny Lap és Könyvkiadó Kft. ügyvezető igazgatója volt. Bártfai-Mager Andreát 2011. március 21-én 6 évre a Magyar Nemzeti Bank monetáris tanácsának tagjává választották. Erről a tisztségéről 2016. július 6-án lemondott, miután kormánybiztosi kinevezést kapott.
2016 és 2018 között a Miniszterelnökség postaügyért és nemzeti pénzügyi szolgáltatásokért felelős kormánybiztosaként feladatai közé tartozott a postaügyi és nemzeti pénzügyi szolgáltatási feladatok hosszú távú, stabil ellátásának elősegítése, a tulajdonosi joggyakorláshoz kapcsolódó döntéshozatali és szakmai feladatok ellátása.
Bár sajtóértesülések szerint a 2018-as országgyűlési választás után megalakuló negyedik Orbán-kormány fejlesztési minisztere lett volna, végül is a nemzeti vagyon kezeléséért felelős tárca nélküli minisztere lett.
2020 eleji vagyonnyilatkozatából „figyelmetlenségből” kihagyta a Szerencs környéki több tízmilliót érő földjeit.
2022. június 15-től a Szerencsejáték Zrt. vezérigazgatója. 

## Családja
Édesanyja Nagy Izabella. Férje Bártfai Béla, az első Orbán-kormány kancelláriaállamtitkára volt. 2021-ben elvált férjétől, és hivatalosan is lánykori nevét, a Magert használja.
Volt férje, Balogh Sándor ellen több milliárd forint adótartozás miatt nemzetközi körözést adtak ki 2021 elején. A cégbirodalmának jelentős része Bártfai-Mager rózsadombi házára volt bejegyezve. 